# Hubert Opperman
Hubert Oppy Opperman OBE (Rochester, Victòria, 29 d'abril de 1904 - Melbourne, 18 d'abril de 1996) va ser un ciclista australià que competí en carretera i en pista. Va córrer durant quasi vint anys i del seu palmarès destaquen diferents campionats nacionals. Va ser un dels primers australians a participar en el Tour de França.
Un cop retirat, va entrar en política amb el Partit Liberal i va arribar a ocupar diferents ministeris del govern australià.
Va ser guardonat amb l'Orde de l'Imperi Britànic i amb el Knight Bachelor.

## Palmarès
- 1924
  -  Campió d'Austràlia en ruta
  - 1r a la Gouldbourn-Sydney
- 1925
  -  Campionat d'Austràlia en Mig Fons
- 1926
  -  Campió d'Austràlia en ruta
  - 1r a la Wonthaggi-Melbourne
- 1927
  -  Campió d'Austràlia en ruta
  - 1r al GP Dunlop
- 1928
  - 1r al Bol d'or
- 1929
  -  Campió d'Austràlia en ruta
  - 1r a la Gouldbourn-Sydney
  - 1r a la Kapunda-Adelaida
- 1930
  - 1r a la Volta a Tasmània
  - Vencedor de 2 etapes a la Sydney-Melbourne
- 1931
  - 1r a la París-Brest-París
  - 1r al Circuit du Bourbonnais i vencedor d'una etapa
  - 1r a la Lió-Grenoble-Lió
- 1934
  - 1r al Memorial Bidlake
- 1938
  - 1r a la Launceston-Hobart-Launceston
  - 1r a l'Adelaida-Port Pirie

### Resultats al Tour de França
- 1928. 18è de la classificació general
- 1931. 12è de la classificació general